# Llibre del Sindicat Remença

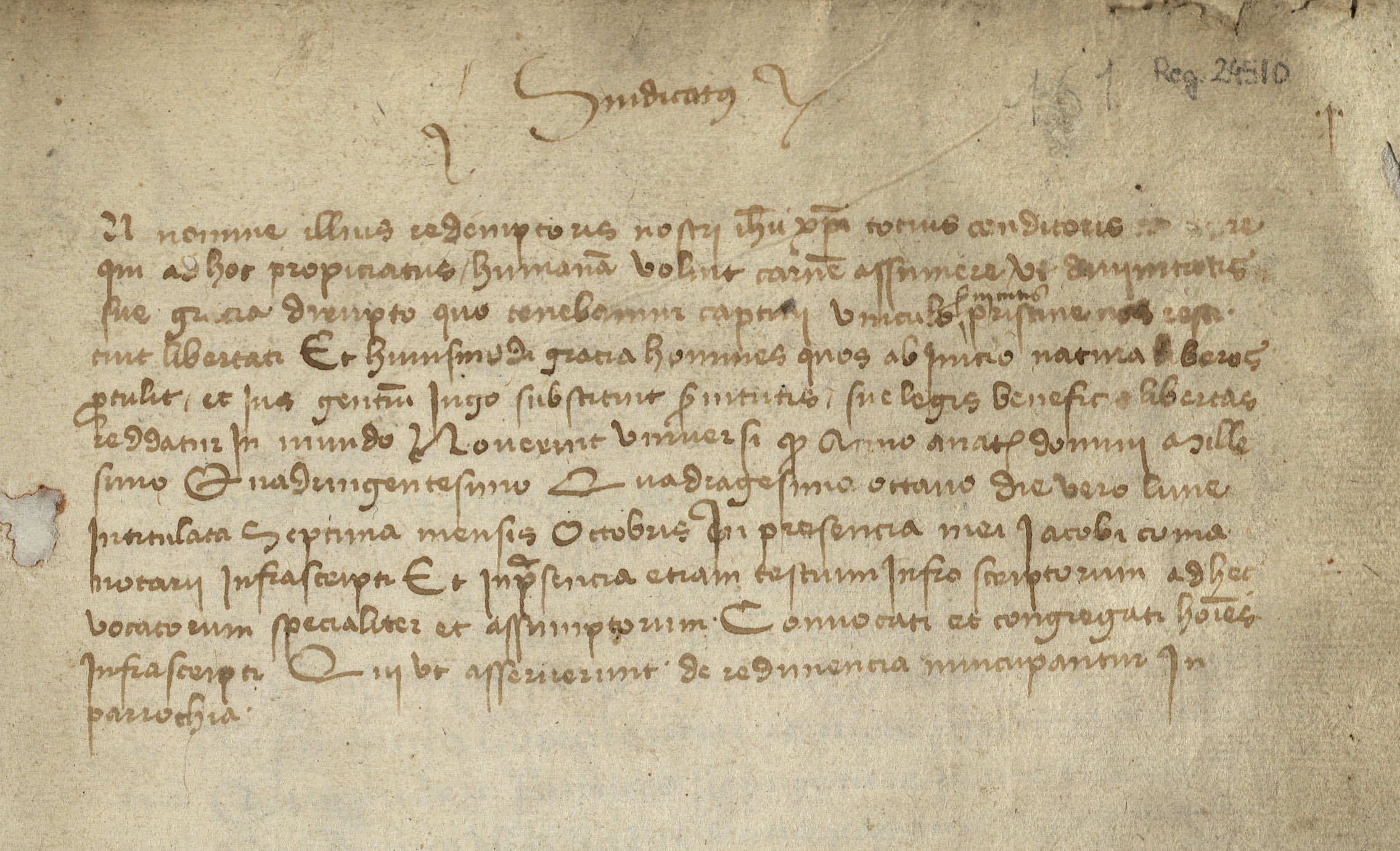
Detall del manuscrit original

El Llibre del Sindicat Remença és un document manuscrit en llatí escrit entre el 1448 i 1449 que conté les actes de les reunions per a triar els síndics o representants dels remences (o serfs) de diverses diòcesis catalanes. Els síndics eren els encarregats de negociar l'abolició dels mals usos amb la monarquia.
Aquest llibre és un precedent de l'abolició de la servitud i, a més, expressa la voluntat dels serfs d'una gran àrea, per això ha estat inclòs al programa Memòria del Món de la UNESCO. Es conserva a l'Arxiu Municipal de Girona.

## Història
El Llibre del Sindicat Remença de 1448 conté les actes de les reunions celebrades pels homes de remença, o serfs, de 912 parròquies de les diòcesis catalanes de Girona, Vic, Barcelona, Elna i Urgell per tal de nomenar els seus síndics o representants que havien de negociar l'abolició de la servitud dels mals usos davant del rei Alfons el Magnànim. Les reunions dels remences es van celebrar entre el 13 d'octubre de 1448 i el 10 de març de 1449 i van aplegar prop de 10.500 homes. Aquestes assemblees, autoritzades pel rei, havien de servir també per a recollir els diners necessaris per a sufragar el procés.
Per manament reial les sessions no podien aplegar més de 50 persones i hi havia d'assistir sempre un oficial o delegat reial i un notari que n'aixequés acta. El lloc de reunió solia ser l'església parroquial, però també la plaça de la vila, el cementiri, el castell senyorial, la sagrera o cases particulars. Normalment els homes eren convocats per repic de timbals, de campanes, corns o al so de “viafora”.
L'any 1888 l'historiador Julià de Chía (1818-1898) l'esmentava en la seva obra Bandos y bandoleros en Gerona, volum II, pàgines 67 a 70. El 1954, Jaume Vicens Vives (1910-1960) assenyalava que aquest document va servir per elaborar el Sindicat Remença de 1488, amb el qual es va recaptar la indemnització econòmica estipulada en la Sentència Arbitral de Guadalupe, però desconeixia la seva existència i localització. L'any 1991 l'historiador Paul Freedman (1949) va relacionar el manuscrit estudiat per de Chía amb el que buscava Vicens Vives i fou el primer a destacar-ne el valor i la rellevància històrica. El llibre es custodia a l'Arxiu Municipal de Girona i el 2004 l'Ajuntament de Girona va publicar-ne la transcripció i l'edició a cura de M. Mercè Homs.
Posteriorment, el llibre ha estat digitalitzat i posat a disposició pública al web de l'Arxiu Municipal de Girona, el qual també permet la cerca automatitzada en els seus índexs de noms de persones (15.812 entrades) i llocs i organismes (3.376 entrades).

## Descripció física
El Llibre del Sindicat Remença és un llibre manuscrit en paper amb cobertes de pergamí, que mesura 31,5 x 25 cm. i té 237 folis. Està escrit en llatí, en escriptura gòtica. Al llom del llibre consta la referència “Libra de los remensas, 1448” i al primer foli consta “Sindicatus”, per això el títol atribuït del document és Llibre del Sindicat Remença de 1448.

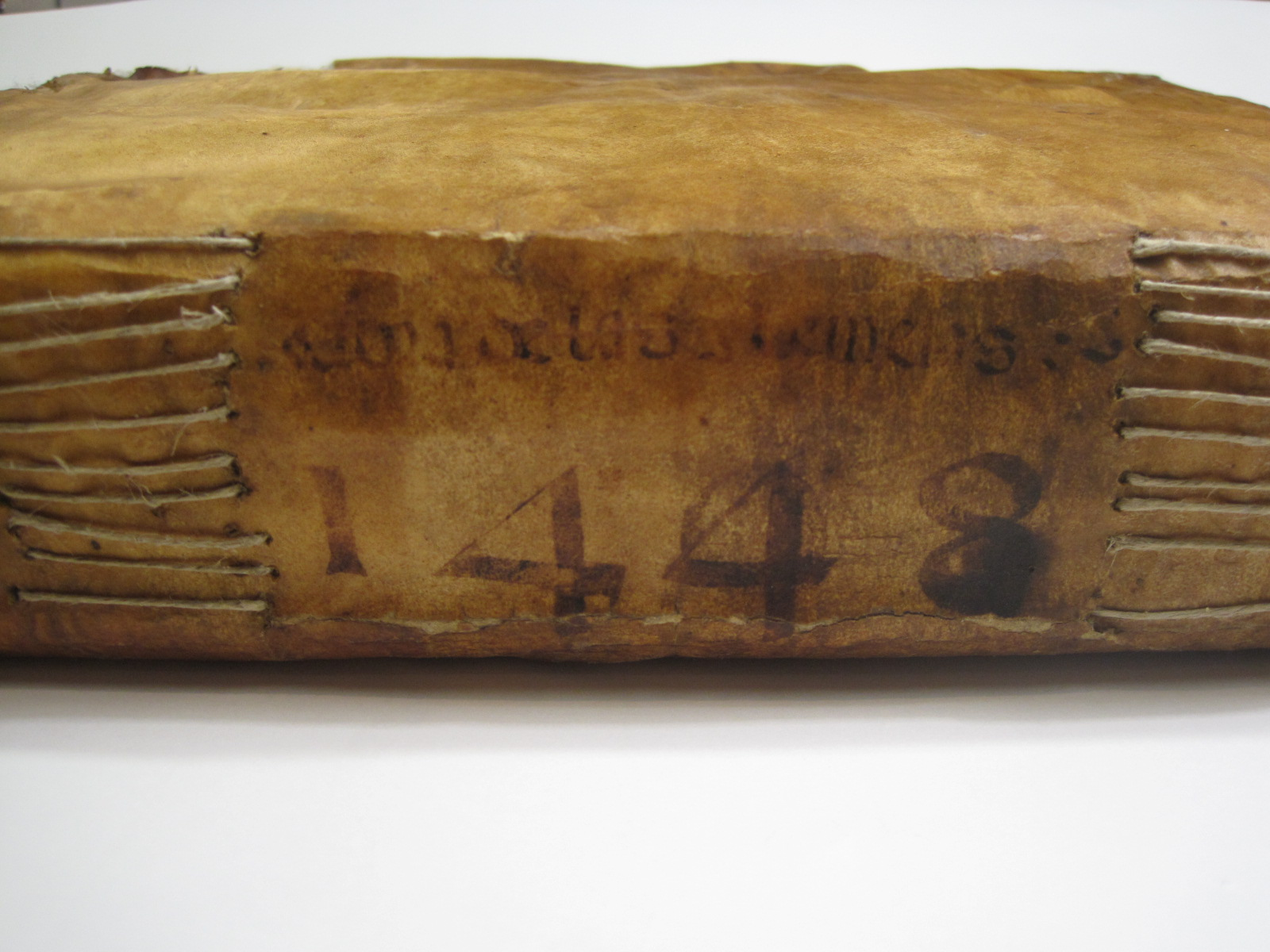
Llom del llibre original

## Inclusió al Registre Memòria del Món de la UNESCO
El juny de 2013 el Comitè Internacional del Programa Memòria del Món reunit a Gwangju (República de Corea) va acordar inscriure el Llibre del Sindicat Remença de 1448 al Registre Memòria del Món de la UNESCO. Ha estat el primer document català inclòs en el registre. La seva inscripció es fonamenta en el fet que les reclamacions dels remences, de les quals és testimoni el Llibre del Sindicat Remença de 1448, forçaren que per primera vegada a Europa s'abolís de forma oficial la servitud el 1486 mitjançant la sentència arbitral de Guadalupe.
El Registre és un programa promogut per la UNESCO destinat a la protecció, la preservació, l'accés i la difusió del patrimoni documental. El seu objectiu és promoure i preservar de l'amnèsia col·lectiva els documents capitals per a entendre l'evolució de la humanitat.